# Färöischer Fußballpokal 1990
Der Färöische Fußballpokal 1990 fand zwischen dem 8. April und 22. August 1990 statt und wurde zum 36. Mal ausgespielt. Im Endspiel, welches im Gundadalur-Stadion in Tórshavn auf Kunstrasen ausgetragen wurde, siegte KÍ Klaksvík mit 6:1 gegen GÍ Gøta und konnte den Pokal somit zum dritten Mal gewinnen.
KÍ Klaksvík und GÍ Gøta belegten in der Meisterschaft die Plätze sieben und drei. Mit LÍF Leirvík erreichte ein Zweitligist das Viertelfinale. Titelverteidiger HB Tórshavn schied hingegen in der 2. Runde aus.

## Teilnehmer
Teilnahmeberechtigt waren folgende 21 A-Mannschaften der vier färöischen Ligen:
| 1. Deild | 2. Deild                                                                                        | 3. Deild            | 4. Deild |
| B36 Tórshavn B68 Toftir B71 Sandur GÍ Gøta HB Tórshavn KÍ Klaksvík MB Miðvágur SÍF Sandavágur TB Tvøroyri VB Vágur | Fram Tórshavn ÍF Fuglafjørður NSÍ Runavík LÍF Leirvík Royn Hvalba SÍ Sørvágur SÍ Sumba Skála ÍF | EB Eiði ÍF Streymur | AB Argir |

## Modus
Elf ausgeloste Mannschaften waren für die 2. Runde gesetzt. Die verbliebenen Teams spielten in einer Runde die restlichen fünf Teilnehmer aus. Alle Runden wurden im K.-o.-System ausgetragen.

## 1. Runde
Die Partien der 1. Runde fanden am 8. und 14. April statt.
|                 | Ergebnis             |                |
| --------------- | -------------------- | -------------- |
| Fram Tórshavn   | 1:2 n. V. (1:1, 1:0) | Skála ÍF       |
| ÍF Fuglafjørður | 4:2 (2:0)            | SÍ Sørvágur    |
| Royn Hvalba     | 1:4 (0:1)            | SÍF Sandavágur |
| VB Vágur        | 2:0 (1:0)            | SÍ Sumba       |
| EB Eiði         | 10:3 (?:?) 1         | B36 Tórshavn   |

## 2. Runde
Die Partien der 2. Runde fanden am 16. April statt.
|              | Ergebnis  |                 |
| ------------ | --------- | --------------- |
| AB Argir     | 1:9 (0:5) | GÍ Gøta         |
| B36 Tórshavn | 3:0 (1:0) | NSÍ Runavík     |
| B71 Sandur   | 5:1 (4:1) | Skála ÍF        |
| KÍ Klaksvík  | 2:1 (2:1) | HB Tórshavn     |
| LÍF Leirvík  | 5:0 (2:0) | ÍF Fuglafjørður |
| MB Miðvágur  | 3:1 (2:0) | SÍF Sandavágur  |
| TB Tvøroyri  | 9:1 (4:0) | ÍF Streymur     |
| VB Vágur     | 6:0 (3:0) | B68 Toftir      |

## Viertelfinale
Die Viertelfinalpartien fanden am 22. April statt.
|             | Ergebnis                         |              |
| ----------- | -------------------------------- | ------------ |
| B71 Sandur  | 2:3 (1:3)                        | MB Miðvágur  |
| GÍ Gøta     | 6:1 (2:0)                        | LÍF Leirvík  |
| KÍ Klaksvík | 1:1 n. V. (1:1, 1:0) (5:4 i. E.) | VB Vágur     |
| TB Tvøroyri | 4:0 (2:0)                        | B36 Tórshavn |

## Halbfinale
Die Hinspiele im Halbfinale fanden am 24. und 30. Mai statt, die Rückspiele am 19. Juni.
|             | Gesamt |             | Hinspiel  | Rückspiel            |
| ----------- | ------ | ----------- | --------- | -------------------- |
| MB Miðvágur | 3:5    | KÍ Klaksvík | 0:3 (0:1) | 3:2 (1:1)            |
| TB Tvøroyri | 4:5    | GÍ Gøta     | 3:1 (0:0) | 1:4 n. V. (0:2, 0:1) |

## Finale
| Paarung        | GÍ Gøta – KÍ Klaksvík |
| Ergebnis       | 1:6 (1:2) |
| Datum          | 22. August 1990 |
| Stadion        | Gundadalur, Tórshavn |
| Schiedsrichter | Jóhan Carl Dam (Tórshavn) |
| Tore           | 0:1 Beinur Poulsen (25.) 1:1 Per Dalheim (30.) 1:2 Kurt Mørkøre (37.) 1:3 Olgar Danielsen (53.) 1:4 Allan Mørkøre (58.) 1:5 ? (?., Eigentor) 1:6 Todi A. Jónsson (78.) |
| GÍ Gøta        | Carl Whitehouse – Alvi Justinussen, Poul Enok Hansen – Petur Amon Dalbø (75. Henning Jarnskor/Erland Tvørfoss), Anton Skoradal – Magni Jarnskor, Pauli Jarnskor, Rúni Justinussen, Jón Sigurð Gleðisheygg, Símun Petur Justinussen (75. Henning Jarnskor/Erland Tvørfoss) – Per Dalheim Cheftrainer: Jóhan Nielsen |
| KÍ Klaksvík    | Jákup Mikkelsen – Absalon Østerø, Kurt Mørkøre, Allan Mørkøre – Jógvan H. Jacobsen (81. Karl Marius Poulsen), Bjarne Olsen, Beinur Poulsen, Trygvi H. Poulsen – Todi A. Jónsson, Olgar Danielsen , Jørn Kramer Cheftrainer: John Kramer ( Dänemark)                                                                |
| Gelbe Karten   | keine – Bjarne Olsen |

## Torschützenliste
| Platz | Spieler            | Verein      | Tore |
| ----- | ------------------ | ----------- | ---- |
| 1     | Birgir Jørgensen   | MB Miðvágur | 07   |
| 2     | Per Henning Jensen | TB Tvøroyri | 06   |
| 3     | Per Dalheim        | GÍ Gøta     | 05   |